# Aszur-rabi II
Aszur-rabi II (akad. Aššur-rabî, w transliteracji z pisma klinowego zapisywane (m)aš-šur-GAL(-bi), tłum. „Aszur jest wielki”) – król Asyrii w latach 1012-972 p.n.e.
Zgodnie z Asyryjską listą królów Aszur-rabi II, syn Aszurnasirpala I (1049-1031 p.n.e.) i brat Salmanasara II (1030-1019 p.n.e.), objął władzę w Asyrii po swym bratanku Aszur-nirari IV (1018-1013 p.n.e.) i panował następnie przez 41 lat, pozostawiając tron swemu synowi Aszur-resza-iszi II (971-967 p.n.e.). Pomimo długich rządów Aszur-rabi II pozostaje władcą bardzo słabo znanym, gdyż jak dotychczas nie odnaleziono żadnej inskrypcji upamiętniającej jego dokonania budowlane czy militarne. Władza polityczna Aszur-rabi II sięgać mogła rzeki Chabur na zachodzie, na co zdaje się wskazywać znaleziona w mieście Aszur inskrypcja Bel-erisza, władcy leżącego nad tą rzeką królestwa Szadikanni, w której przedstawia on siebie jako wasala asyryjskich królów Aszur-rabi II i Aszur-resza-iszi II. Jeden z późniejszych królów, Aszurnasirpal II (883-859 p.n.e.), w swej inskrypcji na glinianym stożku wymienia Aszur-rabi II jako wcześniejszego budowniczego Bit-nathi, części świątyni Isztar w Niniwie. Z kolei według inskrypcji innego króla, Salmanasara III (858-824 p.n.e.), za rządów Aszur-rabiego II Asyria utracić miała kontrolę nad miastami Ana-Aszur-uter-asbat i Mutkinu. Przypuszcza się, że jedna ze stel królewskich z „rzędu stel” w mieście Aszur (jej inskrypcja nie zachowała się) należeć mogła bądź do Aszur-nirari IV bądź do Aszur-rabi II, gdyż znaleziono ją pomiędzy stelami Salmanasara II i Aszur-resza-iszi II.